# Malvezie

Malvezie este o comună în departamentul Haute-Garonne din sudul Franței. În 2009 avea o populație de 121 de locuitori.

## Evoluția populației
| An        | 1975 | 1982 | 1990 | 1999 | 2006 | 2009 |
| --------- | ---- | ---- | ---- | ---- | ---- | ---- |
| Populație | 101  | 113  | 90   | 112  | 118  | 121  |